# Alois Spölgen
Alois Spölgen (* 4. März 1936 in Frankenthal (Pfalz); † 23. Februar 2017) war ein deutscher Fußballspieler.

## Sportlicher Werdegang
Spölgen entstammte der Jugend des VfR Frankenthal. Nach dem Aufstieg des Klubs aus der II. Division Südwest kam er ab der Spielzeit 1953/54 für den Klub in der Oberliga Südwest zum Einsatz. In der Folge war er als Stammspieler einer der Garanten, dass sich der Klub in der höchsten Spielklasse etablierte. Dabei erreichte er mit der Mannschaft in der Spielzeit 1956/57 mit dem dritten Tabellenplatz hinter dem 1. FC Kaiserslautern und dem 1. FC Saarbrücken im Endklassement das beste Ergebnis, zwei Punkte fehlten auf die Saarländer zur Teilnahme an der Endrunde zur deutschen Meisterschaft. In den folgenden Jahren rutschte die Mannschaft in der Tabelle ab, die Spielzeit 1960/61 beendete sie auf einem Abstiegsplatz. Nach dem direkten Wiederaufstieg lief Spölgen in der Spielzeit 1962/63 auf, der letzten Erstligaspielzeit des Vereins – Spölgen hatte dabei 226 Erstligaspiele in der Oberliga bestritten und 32 Tore erzielt. Damit ist er gemeinsam mit dem fünf Jahre älteren Wilfried Gaa Erstliga-Rekordspieler des Klubs. Zwei Spielzeiten war er anschließend noch für den Klub in der zweitklassigen Regionalliga Südwest aktiv.
Sein Sohn Frank Spölgen war ebenso Fußballspieler und spielte unter anderem für die Amateurmannschaft des 1. FC Kaiserslautern, für Wormatia Worms und den SV Edenkoben in den höchsten Amateurspielklassen.